# Hohenfelde, Plön
Hohenfelde là một đô thị thuộc huyện Plön, trong bang Schleswig-Holstein, nước Đức. Đô thị Hohenfelde, Plön có diện tích 10,54 km², dân số thời điểm 31 tháng 12 năm 2006 là 1087 người.